# Баш (Лот)
Баш (фр. Bach) насеље је и општина у јужној Француској у региону Миди Пирене, у департману Лот која припада префектури Каор.
По подацима из 2011. године у општини је живело 166 становника, а густина насељености је износила 7,9 становника/km². Општина се простире на површини од 21,02 km². Налази се на средњој надморској висини од 319 метара (максималној 337 m, а минималној 220 m).

## Демографија
| 1962. | 1968. | 1975. | 1982. | 1990. | 1999. | 2011. |
| ----- | ----- | ----- | ----- | ----- | ----- | ----- |
| 135   | 144   | 127   | 124   | 140   | 144   | 166   |

График промене броја становника у току последњих година